# Approach and Landing Tests
L'Approach and Landing Tests è una serie di prove, a terra e in volo, che hanno coinvolto il prototipo dello  Space Shuttle (chiamato Enterprise) per testare le caratteristiche di volo del veicolo. Per realizzare questi test è stato utilizzato lo Shuttle Carrier Aircraft, un Boeing 747 modificato per trasportare la navetta sul suo dorso.

## Equipaggio

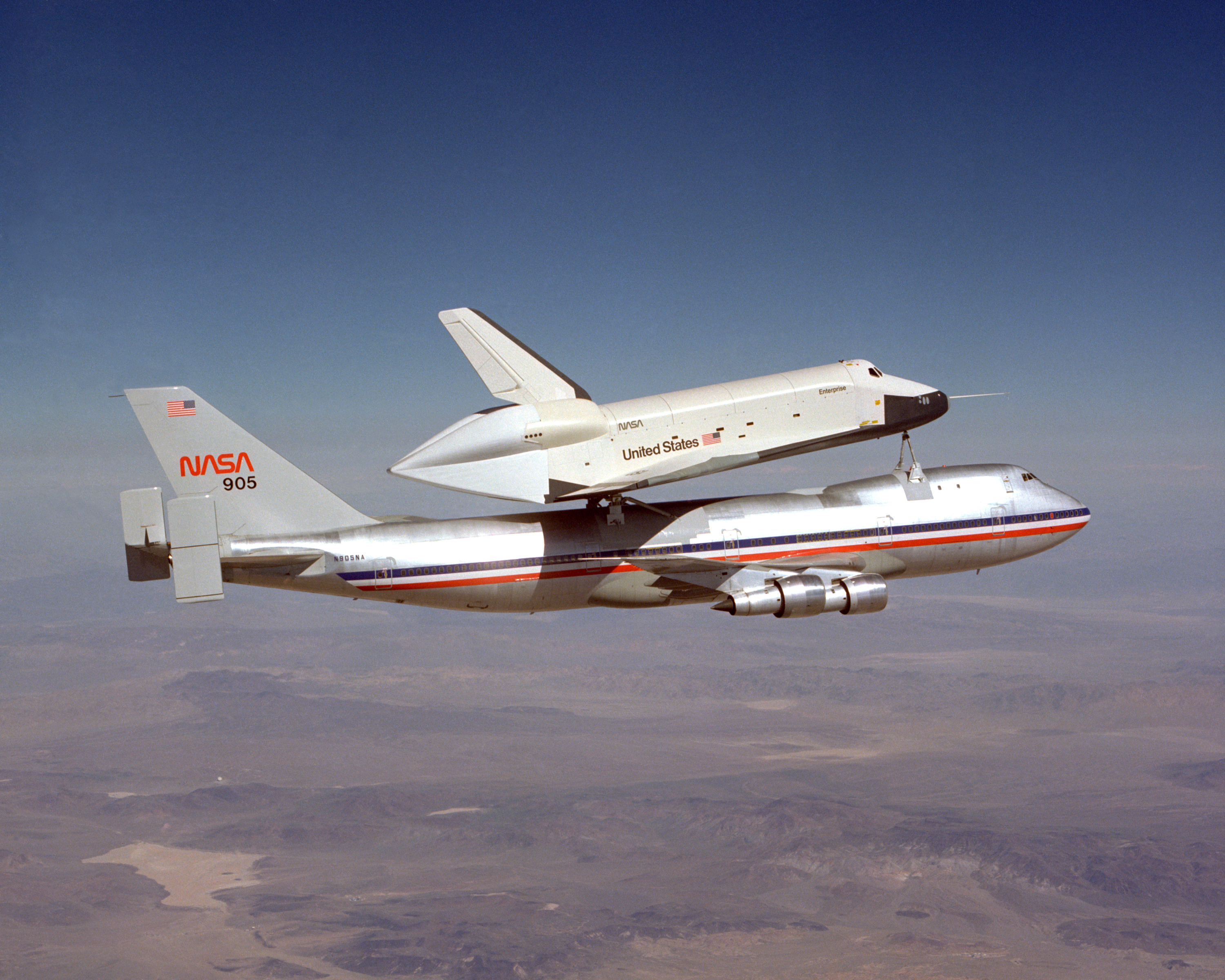
Lo Space Shuttle Enterprise sullo SCA

### Equipaggio1
Tra parentesi il numero di voli spaziali prima di questa missione.
- Fred W. Haise, Jr (1) - Comandante
- C. Gordon Fullerton - Pilota

### Equipaggio 2
- Joseph H. Engle - Comandante
- Richard H. Truly - Pilota

### Shuttle Carrier Aircraft
In aggiunta all'equipaggio dello Shuttle, è stato nominato un equipaggio per pilotare il Boeing 747 adibito a Shuttle Carrier Aircraft (SCA) per l'intero programma:
- Equipaggio SCA:
  - Fitzhugh L. Fulton, Jr (Capitano)
  - Thomas C. McMurty (Co-Pilota)
  - Louis E. Guidry, Jr (Ingegnere di volo)
  - Victor W. Horton (Ingegnere di volo)

## Galleria video
- Space Shuttle Enterprise 747 decolla (Theora)
- Space Shuttle Enterprise 747 separazione (Theora)
- Space Shuttle Enterprise atterraggio (Theora)